# Synthwave
La synthwave (anche chiamata Retrowave, Futuresynth e Outrun) è un genere musicale di musica elettronica influenzato dalle colonne sonore anni Ottanta e dalla musica per videogiochi. Originatosi nella metà degli anni 2000, il genere si è sviluppato su varie comunità di nicchia su Internet, ottenendo grande popolarità a partire dal 2010.

## Stile
Dal punto di vista musicale, la synthwave è fortemente ispirata a molti film anni ottanta, videogiochi e cartoni ma anche da compositori come John Carpenter, Vangelis e i Tangerine Dream. Il nome "outrun" deriva da Out Run, un videogioco arcade di guida del 1986, molto conosciuto per la sua colonna sonora.
Secondo il musicista Perturbator (pseudonimo di James Kent) lo stile è soprattutto strumentale e spesso contiene cliché tipicamente anni ottanta nel suono come ad esempio batterie elettroniche, riverberi chiusi (gated reverb), ritmo e melodie create con sintetizzatori analogici, tutto per assomigliare a tracce di quel periodo. Tuttavia, la synthwave incorpora tecniche di produzione moderna come la produzione in sidechain e il posizionamento centrale nella traccia delle linee di basso e di batteria, secondo la modalità in cui si sente nell'odierna musica elettronica come, ad esempio, l'electro house.
Dal punto di vista estetico, la synthwave mostra una prospettiva retro-futuristica, emulando i film di fantascienza, d'azione e horror degli anni ottanta. Talvolta viene accostata al cyberpunk. Esprime nostalgia per la cultura anni ottanta, tentando di catturare l'atmosfera del tempo e celebrandola. Questo tipo di estetica è stata incorporata in videogiochi e film in stile rétro avvalendosi di artisti esperti del genere. Secondo Bryan Young di Glitchslap, uno dei più notabili esempi di questo fenomeno è la colonna sonora di Power Glove per il videogioco Far Cry 3: Blood Dragon del 2013.
Uno dei più noti esponenti di questo genere musicale è il progetto musicale Dynatron. Altrettanto degno di nota è il francese Carpenter Brut.

## Generi derivati e sottogeneri

### Darksynth
Il darksynth è una versione del synthwave contaminata dall'heavy metal e dall'EBM. Fra i suoi esponenti vi sono Carpenter Brut, Perturbator e Shredder 1984.

### Sovietwave
La Sovietwave è uno stile che combina synthwave, synth pop e musica elettronica dell'Unione Sovietica.